# Albi Volley-Ball USSPA
L'Albi Volley-Ball USSPA è una società pallavolistica femminile francese con sede ad Albi: milita nel campionato di Élite.

## Storia
La società è stata fondata nel 1975 come sezione della polisportiva USPP Albi, fondata nel 1951. Nel corso degli anni la squadra è riuscita ad arriva in Pro A, massima serie del campionato francese. Pur non riuscendo mai a vincere alcuna competizione ha raggiunto alcuni traguardi importanti come il terzo posto in campionato e la finale di Coppa di Francia sempre persa contro il Racing Club de Cannes: questi risultati hanno permesso al team di Albi di poter partecipare ad diverse competizioni europee.
Al termine della stagione 2008-09 per problemi finanziari la società decidere di non iscrivere le squadre alla Pro A, ripartendo dalle serie a livello locale: cambia la propria denominazione da USPP Albi a Albi Volley-Ball USSPA. Al termine della stagione 2011-12, grazie al secondo posto in DEF, ottiene la promozione in Ligue A, anche se retrocede nuovamente in Élite al termine della stagione 2012-13.

## Rosa 2012-2013
| N° | Nome               | Ruolo | Data di nascita   | Nazionalità sportiva |
| -- | ------------------ | ----- | ----------------- | -------------------- |
| 1  | Emeli Shaeffer     | C     | 11 dicembre 1985  | Brasile              |
| 2  | Oriane Amalric     | P     | 11 ottobre 1990   | Francia              |
| 3  | Gergana Dokuzova   | L     | 21 gennaio 1986   | Bulgaria             |
| 4  | Stéphanie Lecoq    | C     | 24 agosto 1989    | Francia              |
| 5  | Mathilde Puech     | L     | 21 gennaio 1995   | Francia              |
| 6  | Cvetelina Nikolova | P     | 23 settembre 1990 | Bulgaria             |
| 7  | Tetyana Bunak      | S     | 24 maggio 1975    | Francia              |
| 8  | Emilie Martin      | S/O   | 6 giugno 1989     | Francia              |
| 11 | Tania Schatow      | C     | 7 marzo 1989      | Stati Uniti          |
| 13 | Ivana Dinić        | S     | 23 giugno 1986    | Serbia               |
| 14 | Soraya dos Santos  | S/O   | 17 luglio 1979    | Brasile              |